# Детройтская и Флинтская епархия
Детро́йтская и Фли́нтская епа́рхия — упразднённая епархия Русской Православной Церкви Заграницей, существовавшая в 1930—1957 годах.

## Епархия
В 1924 году было учреждено Детройское викариатство Северо-Американской епархии Русской Православной Церкви. С разрывом отношений между русской «Северо Американской митрополией» и Зарубежным священноначалием в 1927 году епископ Детройтский Аполлинарий (Кошевой) возглавил приходы Русской зарубежной церкви в Северной Америке с титулом Северо-Американского и Канадского.
В 1930 году была викариатство было возрождено.
26 апреля 1934 года было принято решение направить в США архимандрита Виталия (Максименко) с назначением его на Детройтскую кафедру для переговоров о возможности присоединения Митрополичьего округа к РПЦЗ, таким образом Детройтская епархия становилась самостоятельной.
18 августа 1935 года последовала хиротония Иеронима (Чернова) во епископа Детройтского «с назначением заведывать русским приходом в городе Хайланд Парк, штата Мичиган», совершённая архиереями Русской Зарубежной и Антиохийской Православных Церквей. По оценке архиепископа Виталия хиротония владыки Иеронима во епископа Детройтского стала важной вехой на пути к восстановлению общения между русскими юрисдикциями в Америке доказав что Зарубежная Церковь не собирается полностью подчиняться духовенству «митрополии» в США, а ведет линию на равноправное примирение.
После срыва отношений между «митрополией» и Зарубежной Церковью в ноябре 1946 года Детройтская епархия Зарубежной Церкви продолжила существование, но в ней осталось лишь четыре прихода.
Архиепископ Виталий (Максименко) на Архиерейском соборе РПЦЗ 1953 года отметил: «дробление на малые епархии вроде Детройтской представляет невыгоды, ибо там трудно создать аппарат для выполнения некоторых необходимых функций, как например, миссионерских задач и денежных сборов. Равным образом малое количество духовенства в таких епархиях затрудняет переводы священников, когда это требуется обстоятельствами. В Америке особенно надо в этих случаях иметь возможность располагать всем составом духовенства, чтобы хорошо поставить обслуживание отдельных приходов. Такую епархию, как Детройтско-Кливлендская, лучше преобразовать в благочиние».
По кончине Детройтского архиепископа Иеронима епархия была присоединена к Чикагской.

## Епископы
Детройское викариатство Северо-Американской епархии
- Аполлинарий (Кошевой) (14 декабря 1924 — ок. 1926)
- Феодосий (Самойлович) (11 января 1931—1933)

Детройская епархия
- Виталий (Максименко) (6 мая — 4 сентября 1934)
- Иероним (Чернов) (18 августа 1935 — 14 мая 1936)
- Арсений (Чаговцов) (29 мая 1936 — 11 октября 1937)
- Иероним (Чернов) (11 октября 1937 — 14 мая 1957)